# Play Yard Blues
Albums de John Norum
Optimus
(2006)

Play Yard Blues est le septième album solo de John Norum, le guitariste du groupe Europe. Il sortit en mai 2010 sur Mascot Records. John a réalisé cet album après la sortie de Last Look at Eden, le huitième album de Europe paru en 2009.
Cet album a été enregistré à Stockholm dans les studios, Pay Yard et mixé par John Norum aux Polar Studios. John est également le producteur du disque. Sur cet album, John Norum incorpore une touche de blues dans ses compositions et à côté de ses propres compositions et il reprend un titre de Thin Lizzy (It's Only Money), un de Mahogany Rush (Ditch Queen) et un titre du groupe américain Mountain (Travel In the Dark).
Sur l'album, on retrouve son collègue de Europe Mic Michaeli aux claviers et Leif Sundin (Michael Schenker Group) qui chante sur deux titres.
Cet album se classa à la 36e place des charts suédois.
Cet album est dédié à sa femme Michelle Meldrum, décédée en mai 2008 d'une complication à un kyste au cerveau. Le petit garçon sur la pochette de l'album est Jake, le fils de John et Michelle, né le 22 septembre 2004.

## Liste des titres
1. Let It Shine (John Norum / Tomas Torberg) - 4 min 55 s
2. Red Light Green High (Norum / Torberg) - 4 min 12 s
3. It's Only Money (Phil Lynott) - 2 min 54 s
4. Got My Eyes On You (Norum /Leif Sundin) - 3 min 14 s
5. When Darkness Falls (Norum / Torberg, Peer Stappe) - 4 min 00 s
6. Over And Done (Norum / Stappe) - 3 min 51 s
7. Ditch Queen (Frank Marino) - 5 min 41 s
8. Travel In The Dark (Felix Pappalardi /Gail Collins) - 4 min 11 s
9. Born Again (Norum / Sundin) - 4 min 13 s
10. Play Yard Blues (Norum) 4 min 08 s

## Musiciens
Groupe
- John Norum : guitare, chant
- Tomas Torberg : basse
- Thomas Broman : batterie
- Peer Stappe : percussions

Invités
- Leif Sundin : chant sur Got My Eyes On You et Born Again
- Mic Michaeli : claviers

## Chart
| Pays  | Durée du classement | Meilleur classement | Date        |
| ----- | ------------------- | ------------------- | ----------- |
| Suède | 2 semaines          | 36e                 | 21 mai 2010 |